# Bromfenoxim
Bromfenoxim ist ein Pflanzenschutzwirkstoff aus der Gruppe der Herbizide, der zur Bekämpfung von Unkräutern eingesetzt wird.

## Darstellung
4-Hydroxybenzaldehyd wird mit Brom bromiert und mit Hydroxylamin und mit 2,4-Dinitrochlorbenzol zu Bromfenoxim umgesetzt.

## Anwendung
Bromfenoxim wird zur Bekämpfung von Unkräutern nach Pflanzenaufgang u. a. in Getreide, Mais, Grünland und frisch gesäten Rasenflächen eingesetzt.

## Wirkung
Bromofenoxim wird von den Blättern und Stängeln absorbiert. Außerdem wird es in der Pflanze zu Bromoxynil abgebaut, das die herbizide Wirkung ausübt. Der Wirkmechanismus beruht auf der Hemmung der Photosynthese im Photosystem II.

## Zulassung
In der Europäischen Union und der Schweiz sind keine Pflanzenschutzmittel zugelassen, die Bromefenoxim enthalten.